# STS–63
Az STS–63 jelű küldetés az amerikai űrrepülőgép-program 67., a Discovery űrrepülőgép 20. repülése. A Shuttle–Mir program keretében a második küldetés, de az első dokkolási gyakorlat a Mir űrállomással.

## Küldetés
Bernard Anthony Harris volt az első afroamerikai, aki űrsétát hajtott végre, és a második, aki több Space Shuttle küldetést teljesített. Eileen Collins az első női, aki a Space Shuttle pilótája lehetett.

## Jellemzői
Alapvető cél volt, ellenőrizni a repülési technikát, a kommunikációt és a navigációs berendezés alkalmazhatóságát. 10 méteres megközelítés után mikrofúvókákat használtak a találkozási művelethez. A dokkolási művelet tesztelése előkészítette az STS–71 tényleges dokkoló küldetését.
A beépített kanadai Canadarm (RMS) manipulátorkar 50 méter kinyúlást biztosított (műholdak indítása/elfogása, külső munkák [kutatás, szerelések], hővédőpajzs külső ellenőrzése) a műszaki szolgálat teljesítéséhez.

### Első nap
1995. február 3-án a szilárd hajtóanyagú gyorsítórakéták, Solid Rocket Booster (SRB) segítségével Floridából, a Cape Canaveral (KSC) Kennedy Űrközpontból, a LC39–B (LC–Launch Complex) jelű indítóállványról emelkedett a magasba. Az orbitális pályája 92,3 perces, 51,6 fokos hajlásszögű, elliptikus pálya-perigeuma 275 kilométer, apogeuma 342 kilométer volt. Felszálló tömeg indításkor 112 253 kilogramm, leszálló tömeg 95 832 kilogramm. Szállított hasznos teher 8641 kilogramm

## Hasznos teher
1. A SpaceHab mikrogravitációs laboratóriumban elvégezték a meghatározott programokat (biológiai, fiziológiai, gyógyszer-alapanyag előállítási, növényi kultúrák kísérlete). 20 kísérlet: 11 biotechnológiai, 3 korszerű anyagok fejlesztése, 4 technológiai bemutató és 2 darab támogató hardver, gyorsulások mérése automatikusan történt, űrhajós felügyelete mellett.
2. Shuttle Glow Experiment (GLO–2) – fényjelenségek fényképezése, a fényforrások felderítése.
3. Cryo System Experiment (CSE) – a NASA és a Hughes Aircraft Corporation hőkibocsátás elnyelésének kísérlete. Kriogén hűtési rendszer alkalmazásával elnyeletik a kiáramló hőt, ezáltal is segítve az álcázás lehetőségét.
4. Solid Surface Combustion Experiment (SSCE) – égési kísérletek egy zárt tartályban (50% oxigént és 50% nitrogént 1 atmoszféra nyomáson).
5. Air Force Maui Optical Site (AMOS) – radar- és optikai megfigyelések elősegítése, a földi egységek kalibrálásának biztosítása.
6. IMAX Cargo Bay Camera (ICBC) – 65 mm-es színes film kamera rendszer. A fűtőtestek, a termikus takaró hőmozgásait, valamint az űrrepülőgépen történő eseményeket filmezte.

### Űrséta
A módosított szkafander (a világűrben tapasztalt hideg elleni belső fűtés biztosítása, termikus fehérnemű alkalmazása) tesztje. Szerelési, mozgási gyakorlatokat hajtottak végre a Vlagyimir Tyitov által kezelte robotkar segítségével. Majd a Spartan 204 visszanyerése után rögzítették a tehertérben.
(zárójelben a dátum és az időtartam)
- EVA 1: Foale és Harris (1995. február 9., 4 óra 38 perc)

### Műhold
A tehertérben rögzített tudományos műholdat a Canadarm (RMS) manipulátorkar segítségével pályairányba állították. A műhold pályairányba állítását követően az űrrepülőgép 13-16 kilométerre eltávolodott.

#### Spartan 204
A tudományos műholdat gyártotta a NASA–GSFC. Üzemeltette az Légierő
(USAF).
A NASA Spartan programjának célja, hogy egy egyszerű, olcsó, az űrrepülőgép Canadarm (RMS) manipulátorkarjával pályairányba állítható/visszanyerhető, többször felhasználható kísérleti űreszközt (független űrlaboratóriumot) alkalmazzanak. Visszanyerés után vizsgálati (kiértékelés) céllal a Földre szállítsanak. A Spartan–1 szondát az STS–51–G űrrepülőgéppel szállították.
Megnevezései: Spartan 204 (Shuttle Pointed Autonomous Research Tool for Astronomy); Spartan 204 (1995-004B). Kódszáma: SSC 23470.
Foale és Harris a második napon a robotkar segítségével a raktérből kiemelve pályairányba állította a szondát. Az orbitális egység pályája 92,32 perces, 51,65 fokos hajlásszögű, elliptikus pálya-perigeuma 388 kilométer, apogeuma 389 kilométer volt. Hasznos tömege 1167 kilogramm. Tudományos csillagászati műhold, önálló tájolásának segítségével 40 órán keresztül megfigyelte a világűrt (galaktikus központokat a régióban, a világűrben előforduló gáz és galaktikus porfelhő jelenségét). Műszerei közé tartozott a Far Ultraviolet Imaging Spectrograph. Február 7-én a robotkar segítségével visszanyerték. A raktérbe rögzítve vizsgálati céllal visszahozták a Földre.

#### ODERACS–2A
Gyártotta/üzemeltette a NASA–Lyndon B. Johnson Űrközpont (JSC).
Megnevezése: ODERACS–2A (Orbital Debris Radar Calibration System); ODERACS–2A (1995-004C). Kódjele: SSC 23471.
Minigömb alakú objektum. Feladata elősegíteni a földi elektronikus (radar) és optikai felderítést, az eszközök kalibrálását. Az orbitális egység pályája 91 perces, 51,6 fokos hajlásszögű, elliptikus pálya-perigeuma 314 kilométer, apogeuma 336 kilométer volt. Hasznos tömege 5 kilogramm. Kémiai hajtóanyagával, gázfúvókái segítségével több pályakorrekciót hajtott végre.
Szolgálati idejét befejezve 400 nap után (1,09 év) 1996. szeptember 3-án belépett a légkörbe és megsemmisült.

#### ODERACS–2B
Gyártotta/üzemeltette a NASA–Lyndon B. Johnson Űrközpont (JSC).
Megnevezése: ODERACS–2B (Orbital Debris Radar Calibration System); ODERACS–2B (1995-004D). Kódjele: SSC 23472.
Minigömb alakú objektum. Feladata elősegíteni a földi elektronikus (radar) és optikai felderítést, az eszközök kalibrálását. Az orbitális egység pályája 91,25 perces, 51,65 fokos hajlásszögű, elliptikus pálya-perigeuma 323 kilométer, apogeuma 349 kilométer volt. Hasznos tömege 4,2 kilogramm. Kémiai hajtóanyagával, gázfúvókái segítségével több pályakorrekciót hajtott végre.
Szolgálati idejét befejezve 206 nap után (0,56 év) 1995. augusztus 28-án belépett a légkörbe és megsemmisült.

#### ODERACS–2C
Gyártotta/üzemeltette a NASA–Lyndon B. Johnson Űrközpont (JSC).
Megnevezése: ODERACS–2C (Orbital Debris Radar Calibration System); ODERACS–2C (1995-004E). Kódjele: SSC 23473.
Minigömb alakú objektum. Feladata elősegíteni a földi elektronikus (radar) és optikai felderítést, az eszközök kalibrálását. Az orbitális egység pályája 91,2 perces, 51,6 fokos hajlásszögű, elliptikus pálya-perigeuma 320 kilométer, apogeuma 341 kilométer volt. Hasznos tömege 0,53 kilogramm. Kémiai hajtóanyagával, gázfúvókái segítségével több pályakorrekciót hajtott végre.
Szolgálati idejét befejezve 369 nap után (1,01 év) 1996. február 7-én belépett a légkörbe és megsemmisült.

#### ODERACS–2D
Gyártotta/üzemeltette a NASA–Lyndon B. Johnson Űrközpont (JSC).
Megnevezése: ODERACS–2D (Orbital Debris Radar Calibration System); ODERACS–2D (1995-004F). Kódjele: SSC 23474.
Minigömb alakú objektum. Feladata elősegíteni a földi elektronikus (radar) és optikai felderítést, az eszközök kalibrálását. Az orbitális egység pályája 91 perces, 51,64 fokos hajlásszögű, elliptikus pálya-perigeuma 314 kilométer, apogeuma 333 kilométer volt. Hasznos tömege 0,0015 kilogramm. Kémiai hajtóanyagával, gázfúvókái segítségével több pályakorrekciót hajtott végre.
Szolgálati idejét befejezve 27 nap után (0,07 év) 1995. március 2-án belépett a légkörbe és megsemmisült.

#### ODERACS–2E
Gyártotta/üzemeltette a NASA–Lyndon B. Johnson Űrközpont (JSC).
Megnevezése: ODERACS–2E (Orbital Debris Radar Calibration System); ODERACS–2E (1995-004G). Kódjele: SSC 23475.
Minigömb alakú objektum. Feladata elősegíteni a földi elektronikus (radar) és optikai felderítést, az eszközök kalibrálását. Az orbitális egység pályája 91,07 perces, 51,64 fokos hajlásszögű, elliptikus pálya-perigeuma 320 kilométer, apogeuma 334 kilométer volt. Hasznos tömege 0,0015 kilogramm. Kémiai hajtóanyagával, gázfúvókái segítségével több pályakorrekciót hajtott végre.
Szolgálati idejét befejezve 24 nap után (0,07 év) 1995. február 27-én belépett a légkörbe és megsemmisült.

#### Nyolcadik nap
1995. február 11-én a Kennedy Űrközpontban (KSC), kiinduló bázisán szállt le. Összesen 8 napot, 6 órát és 28 percet töltött a világűrben. 4 816 454 kilométert (2 992 806 mérföldet) repült, 129 alkalommal kerülte meg a Földet.

## Személyzet
(zárójelben a repülések száma az STS–63 küldetéssel együtt)
- James Donald Wetherbee (3), parancsnok
- Eileen Collins (1), pilóta
- Bernard Anthony Harris, Jr. (2), küldetésspecialista
- Michael Colin Foale (3), küldetésspecialista
- Janice Elaine Voss (2), küldetésspecialista
- Vlagyimir Georgijevics Tyitov, (3) kutatásfelelős – Oroszország, RKA

### Tartalék személyzet
- Szergej Konsztantyinovics Krikaljov kutatásfelelős – Oroszország, RKA

### Visszatérő személyzet
- James Donald Wetherbee (3), parancsnok
- Eileen Collins (1), pilóta
- Bernard Anthony Harris, Jr. (2), küldetésspecialista
- Michael Colin Foale (3), küldetésspecialista
- Janice Elaine Voss (2), küldetésspecialista
- Vlagyimir Georgijevics Tyitov, (3) kutatásfelelős